# أم هشيم
ام هشيم قرية من قرى محافظة خيبر في منطقة المدينة المنورة في السعودية، تقع شمال المدينة المنورة

## التاريخ
معركة أم هشيم
قوامات بني رشيد مع حرب بني رشيد اهل شول أول وقاضبين هالوادي، ديار هو من ابانات الي الحره واللي يصادمونهو ويتصافقون همواياهو من القبايل شمال منهم شمر وجنوب منهم مطير. بعد ذلك ظهرت عين الحربي منهم وظهرت عين العنزي منهم غرب منا يوم الحربي،سليمي، ينهض جماعته يبيهم يحولون جاي يم الحره يارشيد يابن رشيد يا مدمر الشور دليل عيرات النضا بالمعادي ما تستوي لك سجةوانت منحور ولا تستريح وربعتك بالجهاد ربعك يتكاونون هم وبني رشيد هنيه وانت متنح يم المدينه. يجوز للحمر العراب التلاد معركة ام هشيم والله ما حولهو هنيًا إلا القصيد، يتحلحلون ويقضبون اسفل هالشعيب عساه للسيل خريقه وحموض للبل ومرتع، يوم بعد الثاني يقصدبعد قصيدة أنا ما أعرف حنا بني سالم عمى عين الحريب كم جمعة تزبي وهي يعبي لها على دور ،قاسم قبل كون شريفه، تلاقوا بني رشيدوحرب على ام هشيم بداي (1) منها إلا قولته ابن حمد هو عقيد بني رشيد هكاليوم وصوب، قال الحربي يستغري جماعته يم وادى الحمضورا المدينه ولد سليم هذولا، هاللي ارهم حولوا عندنا والا قبل هكالحين والله ما تشوف الدايج منهم هنيا، غير عقب ابن سعود ياراكب الليكلهن عقب جروان يزهن من غير الموارك لواليح ضربهن السره ليا صرت عجلان دارم عليهن مع حماد ومطابيح السره منقار بالخله ما هناطريق غيره مثل الخل بالنفود تلفي بيوت كنهن حد جيلان صكم على البيضا قطين الاميليح تلقى بهن شلوخ واذناب خرفان يربع بها راعيالحوال الشلافيح كون مضى يارشيد ما هو بالاكوان جانا الرشيدي مع حلول التصابيح سرنا عليهو وانخزى كل شيطان.
النتيجة: انتصار بني رشيد في وادي الرمه